# Убити Білла. Фільм 1
«Убити Білла» (англ. Kill Bill Volume 1) — американський бойовик 2003 року режисера Квентіна Тарантіно. Фільм є першою з двох частин-томів.
Спочатку планувалося показати у кінотеатрах обидві частини одночасно, але з огляду на те, що фільм мав довжину більше чотирьох годин, було вирішено його розділити в прокаті на два томи, які було показано в кінотеатрах з різницею у кілька місяців: «Убити Білла. Фільм 1» вийшов в прокат наприкінці 2003 року, а «Убити Білла. Фільм 2» — на початку 2004 року. Обидва фільми часто згадують під спільною назвою «Убити Білла».
Нелінійний сюжет показує головну героїню, спочатку названу Беатрікс Кіддо, Нареченою, колишнього члена угрупування найманих вбивць, яка прагне помститися колишнім колегам та їх ватажкові Біллу за криваве вбивство усіх присутніх на її весіллі та спробу вбивства її самої.
Фільм відрізняється численними посиланнями до багатьох жанрів світового кіно — італійських спагеті-вестернів, китайського та японського кінематографів, американських фільмів жахів та аніме.
На 1 березня 2024 року фільм займав 154-ту позицію у списку 250 кращих фільмів за версією IMDb

## Сюжет
Весь сюжет фільму поділено на розділи, кожен з яких має власну назву, при цьому не збережено часову послідовність розповіді.
Фільм відкриває цитата вислову Сунь Цзи «Помста це страва, яку найкраще подавати холодною».
Вагітна Беатрікс Кіддо, впродовж фільму звана Нареченою, лежить тяжко поранена на підлозі церкви. Білл витирає хустинкою кров з її щоки. Вона говорить Біллові, що вагітна від нього, той стріляє з пістолета. Наречена не гине, але впадає в кому, з якої виходить лише через 4 роки.
Наречена здійснює візит до Верніти Грін, між жінками стається бійка. Вони ледве не вбивать одна одну, але їх зупиняє повернення додому малої дочки Верніти, Ніккі. Наречена каже, що її дочка зараз була такого ж віку. Верніта пропонує кави, за розмовою жінок з'ясовується, що обидві були учасницями угрупування найманих убивць — елітного загону «Смертоносні гадюки»(англ. Deadly Viper Assassination Squad, DeVAS) на службі в Білла. Там вони носили прізвиська відповідно Чорна мамба та Мідноголовка. Інцидент у церкві під час вінчання Беатрікс влаштував Білл як помсту за те, що Беатрікс покинула його і вирішила таємно вийти заміж. З-поміж інших найманців, Верніта брала участь у тій різанині. Верніта розуміє, що Беатрікс прийшла вбити її і намагається випередити, стріляючи з прихованого у пачці з пластівцями револьвера. Беатрікс майстерно уникає пострілів і вбиває Верніту. Наостанок вона говорить Ніккі, на очах якої сталося вбивство, що якщо та виросте і захоче помститися за смерть матері, Беатрікс її чекатиме. Потім Беатрікс викреслює ім'я Верніти зі списку тих, кому вона зібралася помститися, де можна побачити вже закресленим ім'я О-рен Ішії.
В наступному розділі двоє поліцейських прибувають на місце стрілянини в церкві, де знаходять 9 трупів. В описі загиблих Беатрікс записують як Наречену. Несподівано виявляється, що вона все ще жива. Згодом Наречена лежить в комі, за вікном іде злива. В цей час до лікарні під'їздить автомобіль, з якого виходить Еллі Драйвер — одноока блондинка, ще одна наймана вбивця з банди Білла на прізвисько Каліфорнійська гірська змія. Еллі проходить до вбиральні, де переодягається у форму медсестри, потім прямує до палати, у якій перебуває Беатрікс із шприцом зі смертельною ін'єкцією. Еллі має завдання вколоти вміст шприца Беатрікс, втім, останньої миті на мобільний телефон Еллі дзвонить Білл та скасовує завдання.
Через чотири роки Беатрікс отямлюється і виявивши, що вона більше не вагітна, впадає у відчай. Працівник лікарні Бак, що неодноразово ґвалтував Беатрікс, коли вона перебувала у комі, приводить чергового «клієнта», який заплатив Баку за секс з непритомною. Беатрікс розправляється з клієнтом, вбиває Бака і викрадає його автомобіль — жовтий з рожевим пікап під назвою «Шмаровозка» (англ. Pussy Wagon). Тепер вона бере нову мету — вбивство боса Якудзи О-рен Ішії.
Далі йде вставка в стилі аніме, яка розповідає про те, як у 9-річному віці мафіозі вбили батьків О-рен Ішії. Дівчинка заприсяглася помститися, їй це вдалося і уже в 20 років вона стає босом токійської мафії.
Беатрікс перевіряє свою рухливість і летить на Окінаву, де знаходить майстра мечів Хатторі Ханзо, який вже вийшов на пенсію і перестав кувати свої легендарні катани. Почувши, що мета Беатрікс — убити його колишнього учня Білла, Ханзо погоджується виготовити для неї ще одного меча. Беатрікс вистежує О-рен, яка чудово охороняється у нічному клубі Токіо, розправляється з численними бойовиками угрупування «88 скажених», а також з психічно неврівноваженою 17-літньою охоронницею Го-го Юбарі, озброєною гирею з ланцюгом. Нарешті вона опиняється сам-на-сам з О-рен у засніженому саду, де вбиває її. Далі Беатрікс захоплює Софі Фаталь, адвоката О-рен і колишню протеже Білла, холоднокровно відрубує їй руки та ноги і наказує переказати Біллові, що Беатрікс скоро приїде, щоби вбити його та інших.
У фіналі фільму відбувається розмова Білла та скаліченої Софі, яка переказує йому слова Беатрікс. На що Білл запитує у Софі, чи знає Беатрікс, що її дочка все ще жива.

## Видалений розділ
Згідно зі сценарієм, 17-річна Го Го Юбарі мала сестру-близнючку Юкі. За сюжетом, на момент бою у нічному клубі Токіо Юкі почувала себе зле, тому пішла з ресторану раніше. Дізнавшись про загибель сестри, Юкі знаходить Наречену у США та намагається помститися. Розділ мав назву «Помста Юкі», а зіграти дівчину мала англ. Kou Shibasaki, яка грала у японському фільмі англ. Battle Royale разом з виконавицею ролі Го Го Чіякі Куріямою.

## У головних ролях
- Ума Турман — Беатрікс Кіддо, «Наречена» («Чорна мамба») — головна героїня, колишня учасниця елітного загону найманих убивць «Смертоносні гадюки», вважається найсмертоноснішою жінкою у світі. Була ціллю колишніх союзників у різанині в церкві, впала в кому внаслідок травм. 4 роки потому вона приходить до тями і починає мститися за різанину в церкві, у якій, як вона вважає, загинула її ненароджена дитина.
- Девід Керрадайн — Білл («Заклинатель змій») — у фільмі показані лише його руки та звучить його голос. Колишній лідер банди найманих вбивць «Смертоносні гадюки». Також є колишнім коханцем Нареченої і батьком її доньки. Є кінцевою метою помсти Беатрікс.
- Люсі Лью — О-рен Ішіі («Щитомордий болотник») — колишня учасниця елітного загону найманих вбивць «Смертоносні гадюки». Пізніше вона стала головою токійської мафії.
- Вівіка А. Фокс — Верніта Грін («Мідноголовка») — колишня учасниця елітного загону найманих вбивць «Смертоносні гадюки». Пізніше вона стає домогосподаркою і живе під вигаданим ім'ям Джині Белл. Вона стає другою жертвою помсти Нареченої.
- Деріл Ханна — Еллі Драйвер («Каліфорнійська гірська змія») — колишня учасниця елітного загону найманих вбивць «Смертоносні гадюки». Четверта жертва помсти Нареченої.
- Майкл Медсен — Бадд («Рогатий гремучник») — колишній член елітного загону найманих вбивць «Смертоносні гадюки» та брат Білла. Згодом стає відлюдьком, що живе у трейлері в пустелі. Третя жертва Беатрікс.
- Джулі Дрейфус — Софі Фаталь — адвокат О-рен та її найкраща подруга. Колишня протеже Білла, була присутня на бійні у церкві.
- Сонні Тіба — Хаторі Ханзо — вважається найкращим майстром з виготовлення мечів. Хоча він давно вийшов на пенсію, все ж погоджується тимчасово відновити свою діяльність коли дізнається кого саме Беатрікс збирається вбити виготовленим ним мечем.
- Майкл Боуен — Бак — санітар у лікарні, де протягом чотирьох років лежить у комі Беатрікс. Він практикує продаж її непритомного тіла для сексуальних розваг усіх охочим.
- Гордон Лью— Джонні Мо — голова особистої армії О-рен Ішії («88 скажених»).
- Чіякі Куріяма — Го-го Юбарі — 17-річна садистка, особиста охорониця О-рен.
- Майкл Паркс — Ерл МакГроу — поліцейський, який розслідує масове вбивство в церкві.

## Саундтрек
Саундтрек до фільму було спродюсовано, організовано та виконано The RZA спільно з Wu-Tang Clan. Він вийшов окремою платівкою (англ. Kill Bill Vol. 1 Original Soundtrack) 23 вересня 2003 року та включав у себе наступні композиції:
1. «Bang Bang (My Baby Shot Me Down)» by Nancy Sinatra — 2:40
2. «That Certain Female» by Charlie Feathers — 3:02
3. «The Grand Duel (Parte Prima)» by Luis Bacalov — 3:24
4. «Twisted Nerve» by Bernard Herrmann — 1:27, from the eponymous film.
5. «Queen of the Crime Council» by Lucy Liu and Julie Dreyfus — 0:56
6. «Ode to O-ren Ishii» by The RZA — 2:05
7. «Run Fay Run» by Isaac Hayes — 2:46
8. «Green Hornet Theme» by Al Hirt — 2:18
9. «Battle Without Honor or Humanity» by Tomoyasu Hotei — 2:28
10. «Don't Let Me Be Misunderstood» by Santa Esmeralda — 10:29
11. «Woo Hoo» (cover The Rock-A-Teens) by The 5.6.7.8's — 1:59
12. «Crane/White Lightning» by The RZA and Charles Bernstein — 1:37
13. «The Flower of Carnage» by Meiko Kaji — 3:52, from Lady Snowblood
14. «The Lonely Shepherd» by James Last — 4:20
15. «You're My Wicked Life» by David Carradine, Julie Dreyfus and Uma Thurman — 1:14
16. «Ironside» (excerpt) by Quincy Jones — 0:16
17. «Super 16» (excerpt) by Neu! — 1:06
18. «Yakuza Oren 1» by The RZA — 0:22
19. «Banister Fight» by The RZA — 0:21
20. «Flip Sting» (SFX) — 0:04
21. «Sword Swings» (SFX) — 0:05
22. «Axe Throws» (SFX) — 0:11

Останні три доріжки є просто шумовими ефектами, використаними у фільмі.

## Нагороди
Кожна з двох частин номінувалася на Золотий глобус. Уму Турман було номіновано на Найкращу жіночу роль (драма) за роль Нареченої у 2004 та 2005 роках. Також акторка номінувалася на премію BAFTA у 2003 році як найкраща акторка у провідній ролі. Окрім цього на врученні премії BAFTA фільм було номіновано ще чотири рази (за найкращі монтаж, звук, візуальні ефекти та премію ім. Ентоні Асквіта за досягнення у музиці у кінематографі (RZA).
Фільм мав великий успіх на церемонії вручення MTV Movie Awards. У 2004 році Уму Турман було нагороджено за найкраще жіноче виконання, Люсі Лью було визнано найкращим лиходієм року, а бій Нареченої та Го Го Юбарі було нагороджено призом за найкращу бійку.
Ума Турман також отримала премію Сатурн за найкращу жіночу роль а Люсі Лью потрапила в номінацію на найкращу роль другого плану. Журнал «Empire» включив Наречену до переліку 100 найвизначніших кіногероїв.

## Факти
- Слоган Фільму «Вбий, або будь убитим»[11].
- Сцена бою з «88 скаженими» знімалась у Пекіні протягом 8 тижнів: 6 днів на тиждень, 14 годин на день[11].
- Девід Керрадайн порівняв «Убити Білла» з епосом на кшталт «Лоуренса Аравійського»[11].
- Для зйомок Девід Керрадайн тренувався 3 місяці[11].
- Спочатку роль Білла було запропоновано Воррену Бітті, який запропонував Тарантіно кандидатуру Девіда Керадайна[12]
- У 1994 році Ума Турман отримала премію Оскар за найкращу жіночу роль другого плану в іншому фільмі Тарантіно — «Кримінальне чтиво»
- Коментуючи знімальний процес, Ума Турман відмічає, що цей фільм було б найкраще назвати «Вбити Уму»[13].
- Для фільму Ума Турман навчилася трьом стилям кунг-фу, двом стилям бою з мечем, метанню ножів. Також вона вчилася говорити японською. Як тільки Ума засвоїла основи всього, що повинна була уміти її героїня, заняття припинили, про що вона потім шкодувала[13].
- Сцена бійки Нареченої з Еллі Драйвер знімалася протягом трьох тижнів[13].
- Всі трюки Чіякі Куріяма виконувала сама. Найважчим трюком для неї стало падіння зі столу.